# ネイビーズアフロのレディGO!HYOGO
「ネイビーズアフロのレディGO！HYOGO」は、ラジオ関西で放送されているラジオ番組である。パーソナリティは、吉本興業所属のネイビーズアフロ。

## 番組概要
2018年11月6日、ラジオ関西で放送開始。2020年4月7日からはラジオNIKKEI第1でも再編成された内容を放送開始。

全国ワースト2位とされる20代女性の流出に歯止めをかけるため、兵庫県提供で、県内企業の情報や就活支援情報を発信する番組としてスタートした。2019年11月1日からは兵庫県と兵庫県中小企業家同友会が提供。

ネイビーズアフロと津田アナウンサーが、毎回県内企業の社員に会社や仕事内容・就職活動についてインタビューする。インターンシップを体験したり、エントリーシートの書き方や面接対策など具体的な就職活動について専門家に聞くこともあり、楽しく実践的に学ぶ就活情報バラエティ番組。
2021年4月2日より「よしもと☆のびしろアワー」に吸収され、毎月金曜第3週放送となる。

## 出演者
メインパーソナリティは、吉本興業所属のお笑いコンビで共に神戸大学出身のネイビーズアフロ。
アシスタントは兵庫県三木市出身ラジオ関西アナウンサー津田明日香が務める。

## 放送時間
ラジオ関西
- 2018年11月6日から毎週火曜日23:30 - 24:00に放送されていた。
- 2019年4月5日から毎週金曜日23:00 - 24:00に拡大された。
- 2021年4月16日から毎月第3金曜日22:00 - 23:55になった。

ラジオNIKKEI第1
- 2020年4月4日から2021年3月まで毎週火曜日19:00 - 19:30に放送

## コーナー
企業社員や就活中の学生、大学のキャリアセンター職員を迎えて話を聞く「就活レディGO」、就職支援を行う将来塾塾長からエントリーシートの書き方や面接対策を聞くコーナー、一般常識問題クイズ、リスナーからのおたよりを読むコーナーなどがある。
「就活レディGO」等の主なゲスト